# كين بارنز (لاعب كرة قدم)
كين بارنز (بالإنجليزية: Ken Barnes)‏ هو لاعب كرة قدم جامايكي، ولد في 23 أغسطس 1935، وتوفي في 19 فبراير 2009.